# Сан-Лоренсо (Гондурас)
Сан-Лоренсо (ісп. San Lorenzo) — місто та муніципалітет у південній частині Гондурасу, на території департаменту Вальє.

## Історія
Сан-Лоренсо був заснований в 1522 іспанцями як невелике село. Здобув статус міста тільки в 1909 році.

## Географія
Місто розташоване приблизно за 60 миль на південь від Тегусігальпи, 21 милі на схід від кордону з Сальвадором і за 50 миль від кордону з Нікарагуа. Найбільший гондурасський порт на березі моря. Через місто проходить Панамериканське шосе.

## Населення
За даними на 2013 рік чисельність населення становить 30 268 осіб.

## Економіка та транспорт
Сан-Лоренсо — одне з найрозвиненіших міст півдня країни. Економіка ґрунтується на вилові та переробці морепродуктів, сільському господарстві та туризмі.
На північний захід від центру міста є злітно-посадкова смуга, проте, найближчий аеропорт, що приймає регулярні рейси, знаходиться тільки в Тегусігальпі.